# Birkenhügel
Birkenhügel ist ein Ortsteil der Gemeinde Rosenthal am Rennsteig im Süden des thüringischen Saale-Orla-Kreises.

## Nachbarorte
Angrenzende Ortsteile sind Harra und Pottiga sowie die Städte Bad Lobenstein, Gefell und Hirschberg im Saale-Orla-Kreis.

## Verkehr
Birkenhügel liegt an der Straße von Blankenstein nach Frössen. Außerdem existiert eine Ortsumgehung.

### Bus
| Linie | Betreiber | Linienverlauf                                         |
| ----- | --------- | ----------------------------------------------------- |
| 720   | KomBus    | Bad Lobenstein – Birkenhügel – Blankenstein – Schleiz |

## Geschichte
Birkenhügel entstand am 28. Februar 1923 durch den Zusammenschluss der Orte Lerchenhügel und Pirk. Bis 1918 gehörte das Gebiet der Gemeinde zum Fürstentum Reuß jüngere Linie.
Urkundliche Ersterwähnung der Orte nach Kahl:
Birkenhügel:  1708,
Lerchenhügel:  1708,
Pirk:  1441.
Seit dem 18. Juni 1994 gehörte die Gemeinde Birkenhügel zur Verwaltungsgemeinschaft Saale-Rennsteig. Im Rahmen der Gebietsreform in Thüringen wurde die Verwaltungsgemeinschaft am 1. Januar 2019 aufgelöst, die Mitgliedsgemeinden schlossen sich zur Gemeinde Rosenthal am Rennsteig zusammen.

### Einwohnerentwicklung
Entwicklung der Einwohnerzahl (ab 1994: Stand jeweils 31. Dezember):
| - 1933: 498 - 1939: 504 - 1994: 515 - 1995: 530 - 1996: 549 - 1997: 558 | - 1998: 545 - 1999: 561 - 2000: 576 - 2001: 563 - 2002: 544 - 2003: 546 | - 2004: 545 - 2005: 457 - 2006: 450 - 2007: 446 - 2008: 444 - 2009: 436 | - 2010: 426 - 2011: 407 - 2012: 392 - 2013: 390 - 2014: 375 - 2015: 368 | - 2016: 367 - 2017: 364 - 2018: 359 |

 Datenquelle ab 1994: Thüringer Landesamt für Statistik

## Gemeinderat
Im letzten Gemeinderat saßen 5 Mitglieder der Wählervereinigung BFV und 1 Mitglied der FWG. Letzter Bürgermeister war Andreas Bortz (BFV).

## Einzelnachweise

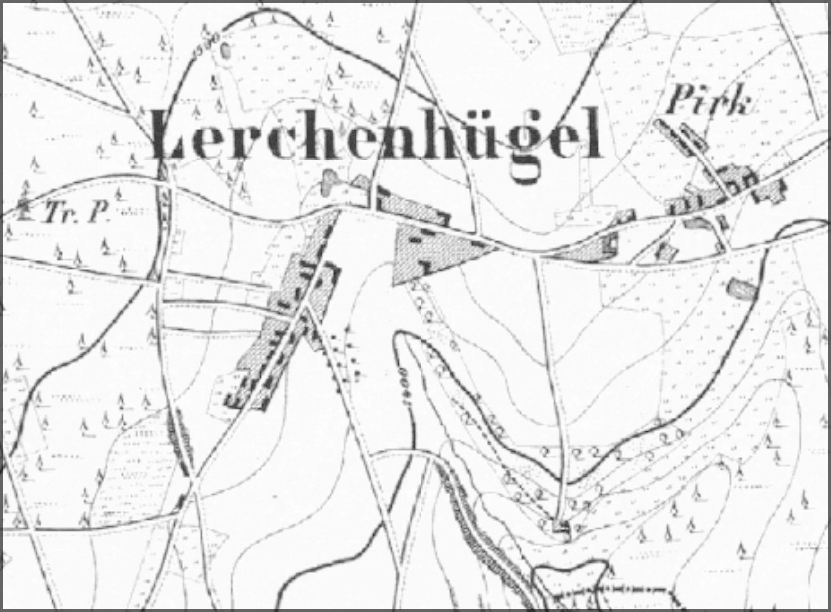
Die Ortsteile im Jahr 1873